# Munchmuseet

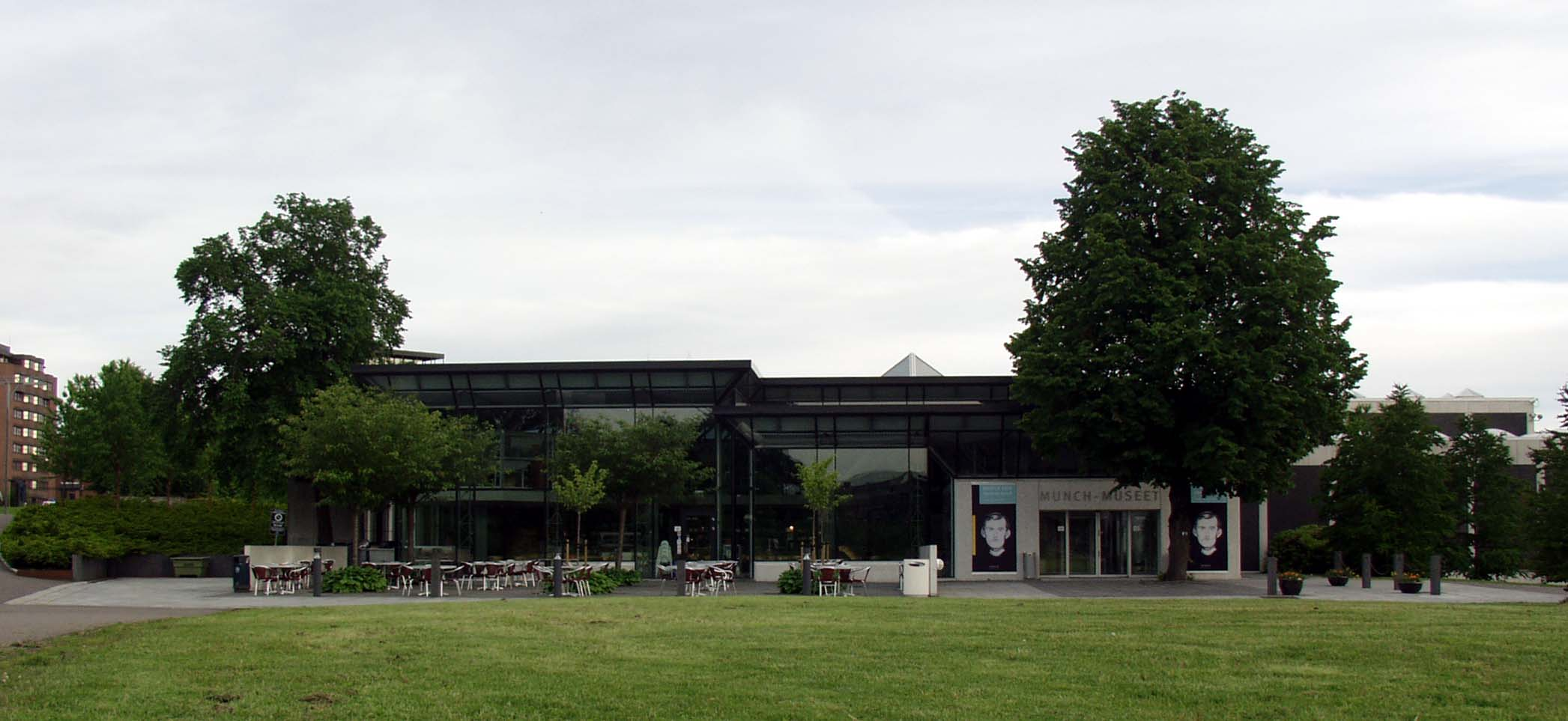
O Museu Munch, em Oslo.

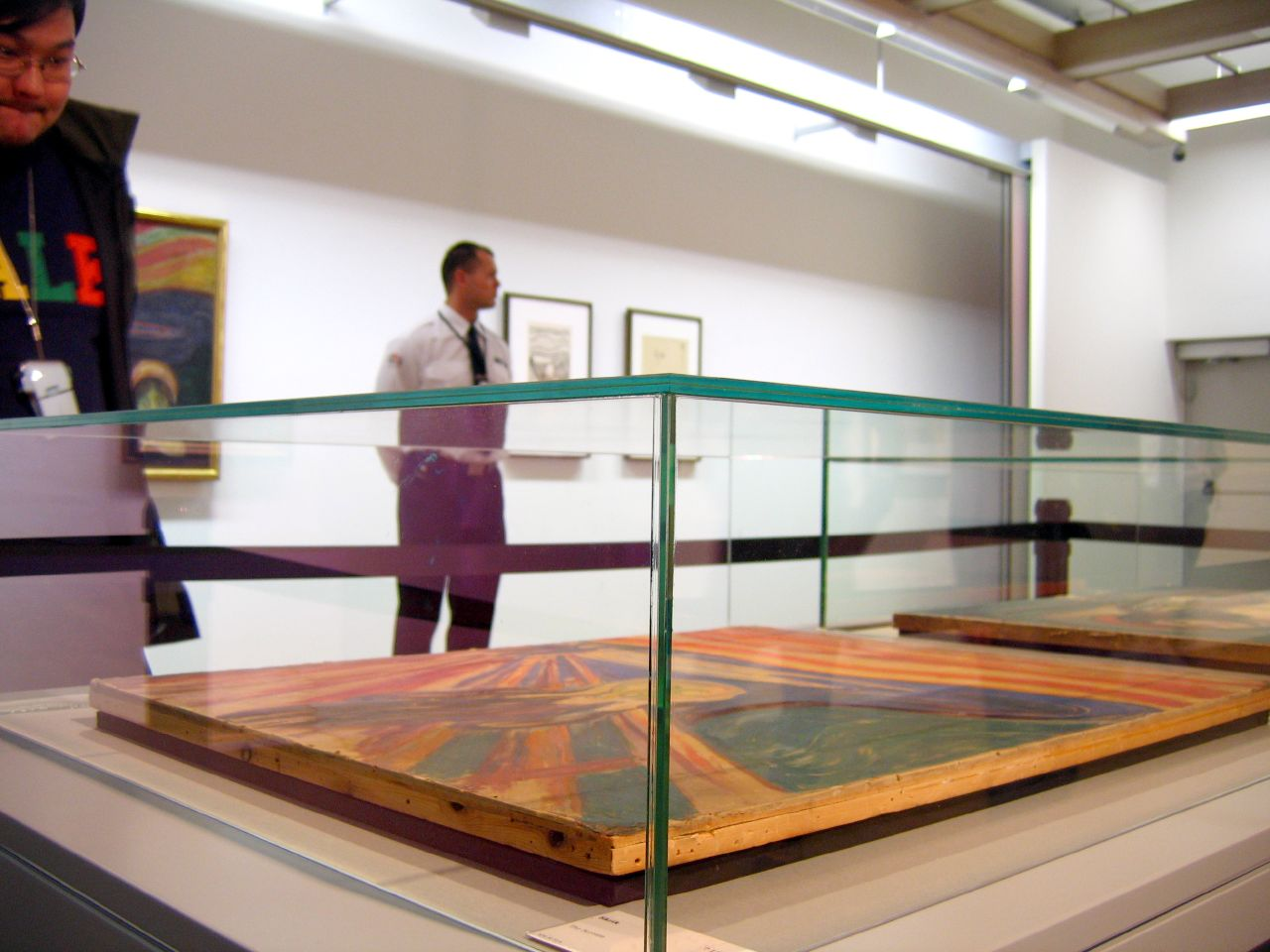
Alta segurança em torno do quadro "O grito", após roubos anteriores

Munchmuseet ou Museu Munch é um museu de arte situado em Oslo, albergando obras de Edvard Munch, deixadas em testamento à comuna de Oslo em 1940. O museu abriu as portas ao público em 1963, cem anos após o nascimento do pintor mundialmente famoso.
O edifício situa-se em Tøyengata, no bairro de Tøyen oriental de Oslo e foi concebido pelos arquitectos Gunnar Fougner e Einar Myklebust.  Este último foi também o arquitecto responsável pela remodelação e reabilitação do edifício levada a cabo em 1994, cinquenta anos após a morte de Munch.
Inicialmente, o museu foi financiado com os lucros obtidos pelos cinemas municipais de Oslo. Mais recentemente, foi financiado pela empresa japonesa Idemitsu Kosan co. Ltd. Em 2005, o museu foi parcialmente reconstruído, para aumentar a sua segurança, na sequência dos roubos de "O grito" e de "Madonna", em 2004.
Actualmente, o museu compreende um espaço para exposições, espaços para fotografia e conservação de pinturas, escritórios, uma biblioteca e salas de estar. Possui ainda um salão utilizado para exposições, concertos, peças de teatro e projecção de filmes, uma loja de recordações e um café. 
O testamento de Edvard Munch doou à comuna de Oslo cerca de 1100 pinturas, 15500 impressões com 700 motivos, 4700 esboços e  seis esculturas. A doação incluiu ainda 2240 livros, blocos de notas, documentos, fotografias, instrumentos de trabalho e móveis. A sua irmã viria também a doar diversas obras ao museu, datando algumas delas da década de 1880.
Esta e outras doações permitiram que hoje se encontre neste museu bastante mais de metade da obra de Munch. Dadas a vastidão das obras e as limitações de espaço, os quadros expostos vão variando, existindo um grande acervo guardado em armazém, para exposição futura.